# Egyéni cég
Az egyéni cég (röviden ec.) egy egyéni vállalkozási forma, amelyet a 2009. évi CXV. törvény az egyéni vállalkozóról és az egyéni cégről szabályoz.
A törvény szerint az egyéni cég jogi személyiséggel nem rendelkezik, a cégnyilvántartásba történő bejegyzéssel jön létre. Cégneve alatt többek közt tulajdont szerezhet, szerződést köthet és peres eljárás résztvevője is lehet. Meghatározott kivételektől eltekintve egy egyéni cégnek kizárólag egy tagja lehet. Egy természetes személy egyidejűleg kizárólag egyetlen egyéni cégben lehet tag.

## Története
Az egyéni céget a 2009. évi CXV. törvény (Evectv.) vezette be 2010. január 1-jétől.

### Korlátolt mögöttes felelősséggel működő egyéni cég
Egészen 2011. december 31-ig korlátolt mögöttes felelősséggel működő egyéni cég (röviden kfc.) alapítására is volt lehetőség, amelynek szabályozása hasonló volt az egyszemélyes korlátolt felelősségű társaságéhoz (kft.). Ezt a 2011. évi CXCVII. törvény 156. § értelmében 2012. január 1-jétől eltörölték, a még létező korlátolt mögöttes felelősséggel működő egyéni cégeket 2013. február 1-ig új vállalkozási forma választására kötelezték.
| Év   | Egyéni cégek száma |
| ---- | ------------------ |
| 2010 | 444                |
| 2011 | 522                |
| 2012 | 550                |
| 2013 | 527                |
| 2014 | 548                |
| 2015 | 532                |
| 2016 | 522                |
| 2017 | 544                |
| 2018 | 564                |
| 2019 | 545                |
| 2020 | 540                |
| 2021 | 538                |

## Alapítása
Egyéni céget kizárólag olyan természetes személy alapíthat, aki korábban egyéni vállalkozó volt, ugyanakkor az egyéni vállalkozását meg kell szüntetnie ahhoz, hogy megalapíthassa a céget. Ennek ellenére az újonnan alapított cég nem számít az egyéni vállalkozás jogutódjának.
Az alapításhoz ügyvéd vagy közjegyző által ellenjegyzett alapító okiratra van szükség. A cégbíróság az egyéni céget elektronikus formanyomtatvány kitöltése esetén legtöbbször 2 napon belül jegyzi be, ez a folyamat hagyományos ügyintézés esetén 30 napig is eltarthat. Amint az egyéni céget a cégbíróság jogerősen bejegyzi, az egyéni vállalkozás automatikusan törlődik.

## Megszűnése
Az egyéni cég az alábbi esetekben szűnhet meg:
1. határozott időre alapított cég esetén az alapító okiratban meghatározott időtartam leteltével,
2. jogutód nélküli megszűnéssel,
3. jogutódlással történő megszűnéssel (átalakulással),
4. ha a cégbíróság megszűntnek nyilvánítja,
5. ha a cégbíróság hivatalból elrendeli a törlését,
6. ha a bíróság felszámolási eljárás során megszünteti.

Megszűnés esetén az egyéni vállalkozással ellentétben az egyéni cégre alkalmazni kell a felszámolás, a végelszámolás és a csődeljárás szabályait.